# Dasysphinx pilosa
Dasysphinx pilosa là một loài bướm đêm thuộc phân họ Arctiinae, họ Erebidae.